# Перешкода для руху

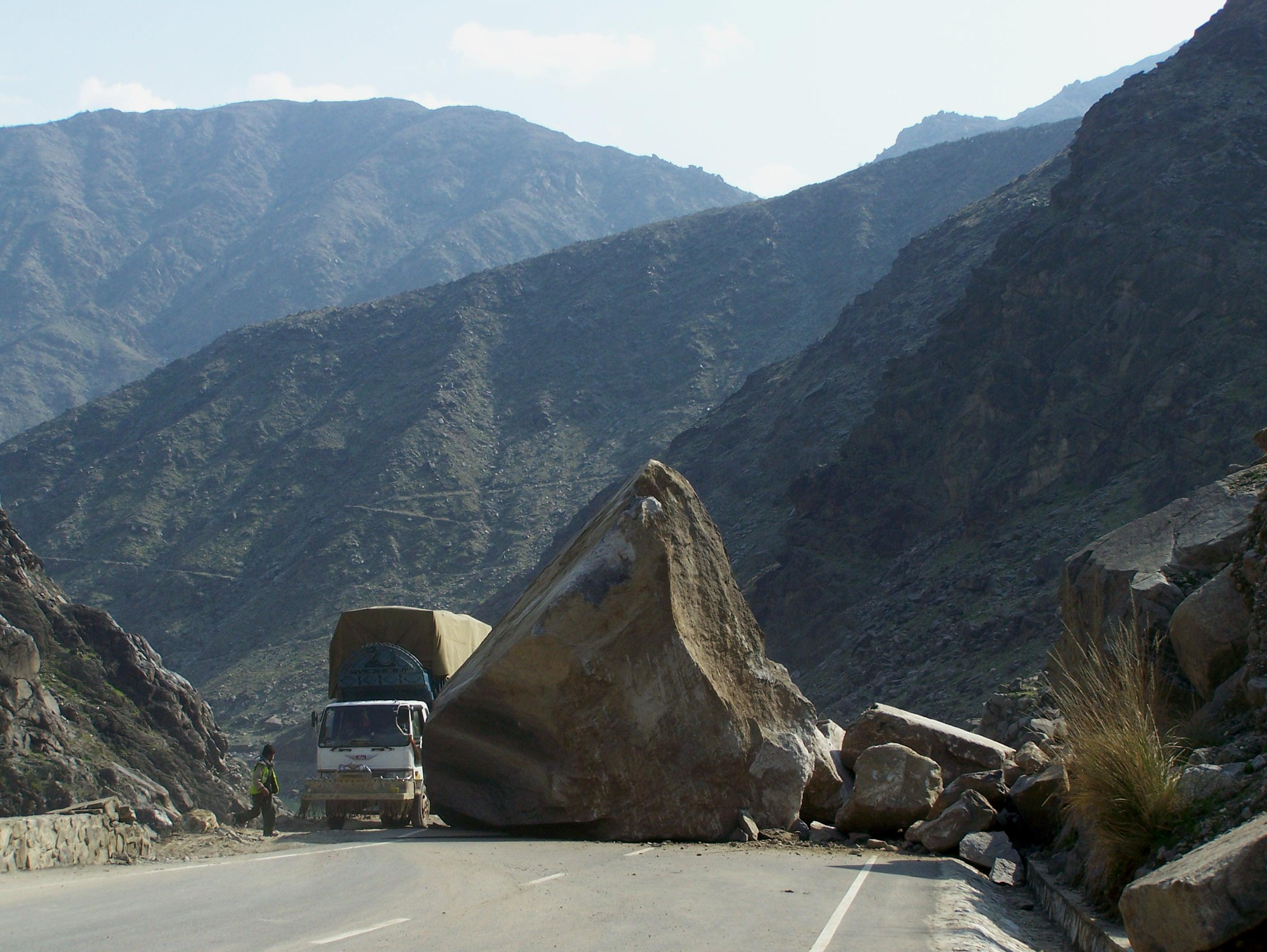
Камінь на дорозі перешкоджає руху

Перешко́да для ру́ху — нерухомий об'єкт у межах смуги руху транспортного засобу або об'єкт, що рухається попутно в межах цієї смуги (за винятком транспортного засобу, що рухається назустріч загальному потоку транспортних засобів, такий називається небезпекою для руху) і змушує водія маневрувати або зменшувати швидкість аж до зупинки транспортного засобу.